# Mesoleptogaster eoa
Mesoleptogaster eoa là một loài ruồi trong họ Asilidae. Mesoleptogaster eoa được Lehr miêu tả năm 1961.